# Desastres em 1971
Nesta página encontrará referências aos desastres ocorridos durante o ano de 1971.

## Fevereiro
- 4 de fevereiro - Desaba, em Belo Horizonte, o Centro de Exposições Expominas, no Bairro Gameleira. 61 morreram.

## Junho
- 6 de junho - Um McDonnell Douglas DC-9 (Voo Hughes Airwest 706) colide com um McDonnell Douglas F-4 Phantom II ao largo do Sul da Califórnia.

## Novembro
- 20 de novembro - Desaba no Rio de Janeiro um vão de 30 metros do Elevado Paulo de Frontin que estava em fase final de construção. 48 pessoas morreram e dezenas ficaram feridas.